# Порок
Порок је свака лоша навика, стечена склоност које се тешко ослободити. Најчешће се то односи на мане у понашању или слабост личности која ствара склоност различитим облицима телесне или психичке зависности. Другим речима, представља неморално или криминално понашање те посебни облик неког од таквих понашања. Примери порока су алкохол, цигарете, наркотици, порнографија итд.

## Етимологија
Реч потиче од старословенске речи порокъ, а у енглески језик је дошла преко латинске речи vitium (vice).